# Jérémy Chardy
Jérémy Chardy (* 12. Februar 1987 in Pau) ist ein ehemaliger französischer Tennisspieler.

## Karriere
2005 gewann Chardy den Juniorentitel in Wimbledon.
Er wurde ab seinem 18. Lebensjahr vom ehemaligen Tennisprofi Frédéric Fontang betreut. 2006 spielte er bei den French Open sein erstes Grand-Slam Turnier. In Runde eins besiegte er dort Jonas Björkman, schied dann aber anschließend gegen David Ferrer aus. 2008 erreichte er bei den French Open nach einem Sieg über den Weltranglistensiebten David Nalbandian das Achtelfinale.
2009 zog Chardy in Johannesburg in sein erstes ATP-Finale ein, in dem er Jo-Wilfried Tsonga mit 4:6 und 6:75 unterlag. Kurz darauf erreichte er in Delray Beach das Halbfinale. Am 19. Juli 2009 gewann er durch einen Dreisatzsieg im Endspiel gegen Victor Hănescu das ATP-Turnier in Stuttgart; es war sein erster Turniersieg auf der ATP Tour. Beim ersten Turnier des Jahres 2010 in Brisbane gewann er mit Marc Gicquel seinen ersten Doppeltitel. 2011 trennte sich Chardy von Fontang, was zu einer gerichtlichen Auseinandersetzung führte.
2013 besiegte er bei den Australian Open in der dritten Runde Juan Martín del Potro und im Achtelfinale Andreas Seppi. Mit dem Einzug ins Viertelfinale gelang ihm seine bisherige Bestleistung bei einem Grand-Slam-Turnier; er verlor dort jedoch gegen Andy Murray. Während im Einzel keine größeren Erfolge gelangen, sicherte sich Chardy bis zum Ende 2019 sieben Doppeltitel. Zudem erreichte er bei den French Open 2019 das Doppelfinale mit Fabrice Martin.
Am 4. Juli 2023 beendete Chardy nach der Niederlage im Erstrundenspiel in Wimbledon gegen den Weltranglistenersten Carlos Alcaraz seine Tenniskarriere. Die Teilnahme an diesem Turnier war nur dank eines geschützten Rankings möglich. Aufgrund von Nebenwirkungen durch die Corona-Impfung hatte er zwischen den US Open 2021 und den Australien Open 2023 kein ATP-Turnier bestritten.

## Erfolge
| Legende (Anzahl der Siege)                           |
| Grand Slam                                           |
| Tennis Masters Cup                                   |
| ATP Masters Series ATP World Tour Masters 1000       |
| ATP International Series Gold ATP World Tour 500 (1) |
| ATP International Series ATP World Tour 250 (7)      |
| ATP Challenger Tour (7)                              |

| Titel nach Belag |
| Hartplatz (4)    |
| Sand (4)         |
| Rasen (0)        |

### Einzel

#### Turniersiege
| Nr. | Datum         | Turnier   | Belag | Finalgegner    | Ergebnis      |
| --- | ------------- | --------- | ----- | -------------- | ------------- |
| 1.  | 13. Juli 2009 | Stuttgart | Sand  | Victor Hănescu | 1:6, 6:3, 6:4 |

##### ATP Challenger Tour
| Nr. | Datum            | Turnier    | Belag         | Finalgegner          | Ergebnis        |
| --- | ---------------- | ---------- | ------------- | -------------------- | --------------- |
| 1.  | 16. Juni 2007    | Košice     | Sand          | Denis Gremelmayr     | 4:6, 7:65, 6:4  |
| 2.  | 27. Oktober 2007 | Barnstaple | Hartplatz (i) | Stéphane Bohli       | 7:64, 6:71, 7:5 |
| 3.  | 2. August 2008   | Graz       | Sand          | Sergio Roitman       | 6:2, 6:1        |
| 4.  | 2. Oktober 2011  | Madrid     | Sand          | Daniel Gimeno Traver | 6:1, 5:7, 7:63  |
| 5.  | 7. Januar 2012   | Nouméa     | Hartplatz     | Adrián Menéndez      | 6:4, 6:3        |
| 6.  | 10. Juni 2018    | Surbiton   | Rasen         | Alex de Minaur       | 6:4, 4:6, 6:2   |

#### Finalteilnahmen
| Nr. | Datum           | Turnier          | Belag     | Finalgegner        | Ergebnis  |
| --- | --------------- | ---------------- | --------- | ------------------ | --------- |
| 1.  | 2. Februar 2009 | Johannesburg     | Hartplatz | Jo-Wilfried Tsonga | 4:6, 6:75 |
| 2.  | 16. Juni 2018   | ’s-Hertogenbosch | Rasen     | Richard Gasquet    | 3:6, 6:75 |

### Doppel

#### Turniersiege

##### ATP World Tour
| Nr. | Datum            | Turnier   | Belag         | Partner        | Finalgegner                       | Ergebnis          |
| --- | ---------------- | --------- | ------------- | -------------- | --------------------------------- | ----------------- |
| 1.  | 4. Januar 2010   | Brisbane  | Hartplatz     | Marc Gicquel   | Lukáš Dlouhý Leander Paes         | 6:3, 7:65         |
| 2.  | 15. Juli 2012    | Stuttgart | Sand          | Łukasz Kubot   | Michal Mertiňák André Sá          | 6:1, 6:3          |
| 3.  | 26. Juli 2015    | Båstad    | Sand          | Łukasz Kubot   | Juan Sebastián Cabal Robert Farah | 6:76, 6:3, [10:8] |
| 4.  | 7. Januar 2017   | Doha      | Hartplatz     | Fabrice Martin | Vasek Pospisil Radek Štěpánek     | 6:4, 7:63         |
| 5.  | 17. Februar 2019 | Rotterdam | Hartplatz (i) | Henri Kontinen | Jean-Julien Rojer Horia Tecău     | 7:65, 7:64        |
| 6.  | 24. Februar 2019 | Marseille | Hartplatz (i) | Fabrice Martin | Ben McLachlan Matwé Middelkoop    | 6:3, 6:74, [10:3] |
| 7.  | 5. Mai 2019      | Estoril   | Sand          | Fabrice Martin | Jonny O’Mara Luke Bambridge       | 7:5, 7:63         |

##### ATP Challenger Tour
| Nr. | Datum         | Turnier         | Belag | Partner      | Finalgegner                  | Ergebnis |
| --- | ------------- | --------------- | ----- | ------------ | ---------------------------- | -------- |
| 1.  | 6. April 2007 | San Luis Potosí | Sand  | Marcelo Melo | Jorge Aguilar Pablo González | 6:0, 6:3 |

#### Finalteilnahmen
| Nr. | Datum              | Turnier        | Belag         | Partner            | Finalgegner                        | Ergebnis          |
| --- | ------------------ | -------------- | ------------- | ------------------ | ---------------------------------- | ----------------- |
| 1.  | 26. Oktober 2009   | St. Petersburg | Hartplatz (i) | Richard Gasquet    | Colin Fleming Ken Skupski          | 6:2, 5:7, [4:10]  |
| 2.  | 25. Juli 2010      | Hamburg        | Sand          | Paul-Henri Mathieu | Marc López David Marrero           | 3:6, 6:2, [8:10]  |
| 3.  | 27. Februar 2011   | Dubai          | Hartplatz     | Feliciano López    | Michail Juschny Serhij Stachowskyj | 6:4, 3:6, [3:10]  |
| 4.  | 29. April 2012     | Bukarest       | Sand          | Łukasz Kubot       | Robert Lindstedt Horia Tecău       | 6:72, 3:6         |
| 5.  | 13. Juli 2014      | Båstad         | Sand          | Oliver Marach      | Nicholas Monroe Johan Brunström    | 6:4, 6:75, [7:10] |
| 6.  | 26. Oktober 2014   | Valencia       | Hartplatz (i) | Kevin Anderson     | Jean-Julien Rojer Horia Tecău      | 4:6, 2:6          |
| 7.  | 7. Mai 2017        | München        | Sand          | Fabrice Martin     | Juan Sebastián Cabal Robert Farah  | 3:6, 3:6          |
| 8.  | 8. Juni 2019       | French Open    | Sand          | Fabrice Martin     | Kevin Krawietz Andreas Mies        | 2:6, 6:73         |
| 9.  | 20. September 2020 | Rom            | Sand          | Fabrice Martin     | Marcel Granollers Horacio Zeballos | 4:6, 7:5, [8:10]  |
| 10. | 7. Februar 2021    | Melbourne      | Hartplatz     | Fabrice Martin     | Nikola Mektić Mate Pavić           | 6:72, 3:6         |

## Abschneiden bei Grand-Slam-Turnieren

### Einzel
| Turnier         | 2006 | 2007 | 2008 | 2009 | 2010 | 2011 | 2012 | 2013 | 2014 | 2015 | 2016 | 2017 | 2018 | 2019 | 2020 | 2021 | 2022 | 2023 | Karriere |
| --------------- | ---- | ---- | ---- | ---- | ---- | ---- | ---- | ---- | ---- | ---- | ---- | ---- | ---- | ---- | ---- | ---- | ---- | ---- | -------- |
| Australian Open | —    | —    | Q1   | 2    | 1    | 1    | 1    | VF   | 3    | 2    | 2    | 2    | 1    | 2    | 1    | 1    | —    | 2    | VF       |
| French Open     | 2    | —    | AF   | 3    | 1    | 2    | 2    | 3    | 2    | AF   | 3    | 2    | 2    | 1    | 1    | 1    | —    | —    | AF       |
| Wimbledon       | Q2   | —    | 2    | 1    | 3    | 1    | 2    | 3    | AF   | 1    | 2    | 1    | 1    | 2    |      | 2    | —    | 1    | AF       |
| US Open         | —    | —    | 2    | 1    | 2    | —    | 3    | 2    | 2    | AF   | 2    | 1    | 2    | 2    | 1    | 1    | —    |      | AF       |

Zeichenerklärung: S = Turniersieg; F, HF, VF, AF = Einzug ins Finale / Halbfinale / Viertelfinale / Achtelfinale; 1, 2, 3 = Ausscheiden in der 1. / 2. / 3. Hauptrunde; Q1, Q2, Q3 = Ausscheiden in der 1. / 2. / 3. Qualifikationsrunde; nicht ausgetragen

### Doppel
| Turnier         | 2005 | 2006 | 2007 | 2008 | 2009 | 2010 | 2011 | 2012 | 2013 | 2014 | 2015 | 2016 | 2017 | 2018 | 2019 | 2020 | 2021 | 2022 | 2023 | Karriere |
| --------------- | ---- | ---- | ---- | ---- | ---- | ---- | ---- | ---- | ---- | ---- | ---- | ---- | ---- | ---- | ---- | ---- | ---- | ---- | ---- | -------- |
| Australian Open | —    | —    | —    | —    | 1    | 1    | 2    | —    | AF   | —    | 2    | 1    | 2    | AF   | 2    | 1    | 1    | —    | HF   | HF       |
| French Open     | 1    | 1    | 1    | 1    | 1    | —    | 1    | 1    | 1    | 2    | AF   | 1    | 1    | 1    | F    | AF   | 2    | —    | 1    | F        |
| Wimbledon       | —    | —    | —    | 1    | —    | 1    | —    | —    | —    | —    | —    | —    | —    | —    | —    |      | AF   | —    | 1    | AF       |
| US Open         | —    | —    | —    | 1    | 1    | AF   | —    | 1    | —    | —    | 2    | AF   | AF   | AF   | AF   | 1    | 2    | —    |      | AF       |